# Cosella simplicis
Cosella simplicis är en spindeldjursart som beskrevs av David C.M. Manson 1984. Cosella simplicis ingår i släktet Cosella och familjen Eriophyidae. Inga underarter finns listade i Catalogue of Life.